# Il ladro di corpi
Il ladro di corpi (titolo originale The Tale of the Body Thief), pubblicato nel 1992 è il quarto libro delle Cronache dei vampiri di Anne Rice. La narrazione è affidata ancora una volta al vampiro Lestat.

## Trama
All'inizio della storia, Lestat è depresso e diviene contrito a causa della sua natura vampirica. Seppur cerchi di limitare le sue vittime ad assassini, serial killer e altri criminali, cade nella tentazione occasionalmente e uccide un "innocente" o qualcuno che non crede necessariamente meritevole di morire. Lestat soffre anche di costanti incubi riguardanti la sua defunta "figlia", Claudia, della cui morte egli si dà la colpa.
La "congrega" di vampiri formatasi alla fine de La regina dei dannati è da tempo disgregata e Lestat è diventato estremamente solitario. Tra i suoi soli amici rimasti ritroviamo il capo mortale del Talamasca, David Talbot, che ha ormai settantaquattro anni. Seppur Lestat abbia ripetutamente offerto a David il Dono Tenebroso, David ha sempre rifiutato di divenire un vampiro e di mantenere la compagnia di Lestat per tutta l'eternità. Da solo e depresso, Lestat si dirige verso il deserto del Gobi, all'alba, in preda a un apatico tentativo di suicidio. Quando scopre di non poter morire in questo modo si dirige verso la casa di David, in Inghilterra, per farsi curare.
Una misteriosa figura, Reglan James - l'eponimo "Ladro di Corpi" della storia - approccia Lestat con ciò che sembra essere una cura per il suo tedio e la sua depressione. James invia a Lestat vari messaggi, in cui egli lascia intendere di possedere l'abilità di cambiare il proprio corpo con quello di qualcun altro. Alla fine, propone a Lestat di scambiare i loro due corpi per un giorno. Contro il parere di altri vampiri e di David Talbot, Lestat coglie l'opportunità. Sfortunatamente però James non ha alcuna intenzione di scambiare nuovamente i corpi, e Lestat è così costretto a trovare un modo per riappropriarsi del proprio.
Lestat quasi muore diventando di nuovo umano: il suo nuovo corpo è afflitto dalla polmonite, di cui egli ignora l'esistenza durante un viaggio a Washington nel bel mezzo dell'inverno. Viene salvato grazie alle cure di una suora di nome Gretchen. Lestat gode di un breve amore con Gretchen prima che ella ritorni in Sud America, dove lavora in un convento, quindi Lestat riparte alla ricerca del suo corpo.
Lestat cerca aiuto da altri vampiri ma è completamente bandito da loro. Marius è estremamente arrabbiato con lui per aver lasciato un così potente corpo a un ladro e perciò si rifiuta di aiutarlo. Allo stesso modo, il suo amato Louis lo scaccia quando gli chiede di rendere questo suo nuovo corpo in quello di un vampiro, dicendo che Lestat dovrebbe esser felice di essere nuovamente umano. Unico alleato di Lestat rimane David Talbot.
Dalle risorse del Talamasca sul sovrannaturale, Talbot scopre che James era un dotatissimo medium che un tempo fece parte dell'ordine, ma che fu cacciato per i continui furti. Egli è un cleptomane che si diverte nel rubare per il semplice desiderio di farlo - si scopre che ogni singola cosa che possiede, dalla sua casa al suo corpo, è rubata. Comunque, egli ha anche problemi psicologici maggiori, e la sua vita è una serie di cicli - si arricchisce, rubando, per poi, spesso, finire in prigione. Morente di cancro diversi anni prima, James raggirò la morte, imparando la capacità mentale di scambiare il corpo di qualcuno con il suo, permettendogli così una sorta d'immortalità.
Saranno la mancanza d'immaginazione e i futili furti di James che permetteranno a Talbot e Lestat di rintracciarlo. Nonostante la sua nuova ricchezza e il suo nuovo potente corpo, James continua a rubare gioielli dalla persone. Egli inoltre compie evidenti esibizioni della sua ricchezza, imbarcandosi sulla Queen Elizabeth 2 e tracciando col sangue delle sue vittime una scia lungo il ponte. Le tracce permettono ai suoi inseguitori di rintracciarlo facilmente.
Sulla nave da crociera, Lestat riesce a riconquistare il proprio corpo con l'aiuto di David, ma il sole sta sorgendo non appena riesce a eseguire lo scambio e deve immediatamente darsi alla fuga per trovare un luogo in cui spendere le ore del giorno. Quando si risveglia la sera, scopre che sia James che Talbot sono scomparsi. Ritrova David in Florida e si sorprende di scoprire che il suo amico, nonostante le sue precedenti proteste, ora vuole diventare un vampiro. Comunque, mentre lo sta trasformando, Lestat scopre un ultimo trucco - costretto a lasciare il corpo di Lestat James aveva preso quello di Talbot anziché ritornare nel proprio. Arrabbiato, Lestat attacca James schiacciandogli il cranio. Il colpo si dimostra fatale, ma solo per il corpo.
Nel frattempo, David inizia a godere della sua nuova vita nel suo nuovo, giovane corpo. Lestat, sentendosi riacquistata la propria natura "maligna", decide di fare di Talbot un vampiro contrariamente al suo volere, malgrado il ruolo che Talbot ha avuto nel salvargli la vita quando invece tutti lo avevano abbandonato. Dopo avergli dato l'immortalità, forzatamente, David scompare di nuovo. Per un po' Lestat va alla sua ricerca, ma poi, non avendo fortuna, si arrende e ritorna a New Orleans dove, con sua sorpresa, ritrova David, che aveva nel frattempo contattato Louis. I due vecchi vampiri si affrontano ma non riescono ad essere arrabbiati a lungo. Il libro termina con l'inizio di una nuova congrega e il progetto di un viaggio a Rio.

## Edizione
- Anne Rice, Il ladro di corpi, traduzione di C. Messori, VI ed., collana TEA Due, Longanesi, 2003,  pp. 480, ISBN 978-88-502-0318-5.